# Фицджеральд, Чарльз Патрик
 Чарльз Патрик Фицджеральд  (англ. Charles Patrick Fitzgerald; 5 февраля 1902 — 13 апреля 1992) — британо-австралийский профессор истории Восточной Азии, автор многочисленных работ по истории Китая.

## Биография
Чарльз Патрик Фицджеральд родился в Лондоне в семье врача. В 1923 году отправился в Китай, где работал на Пекинской  императорской железной дороге и изучал китайский язык. Затем отбыв в Англию, получив востоковедное образование, он в 1930 году снова вернулся в Китай. Чарльз путешествовал по юго-западу страны от Куньмина до Чунцина, и по северной части от Тайюаня в Сиань, где он описал условия жизни людей в провинции Юньнань и жизнь императора Тайцзуна. После этого путешествия в 1935 году вышла в свет книга «China: a short cultural history», которая на данный момент является самой популярной из всех его работ – выдержала более 90 переизданий на трёх языках (также переведена на русский), хранящаяся в 1670 библиотек по всему миру. Это свидетельствует о том, что она стала своего рода синологической классикой.
Во время Второй мировой войны Патрик работал в министерстве иностранных дел Великобритании в Лондоне, а затем вернулся в Китай представителем Британского совета. Он был непосредственным свидетелем гражданской войны, находясь в Пекине во время осады города Китайской Красной Армией 1948-49, что и было отражено в его книгах. Там же Фицджеральд согласился на приглашение сэра Дугласа Копленда, первого вице-президента Австралийского национального университета, приехать в Австралию для преподавательской деятельности.
С 1951 года вплоть до своей отставки в 1967 году профессор истории Восточной Азии в Австралийском национальном университете в Канберре. После выхода на пенсию в 1968 году университет присвоил ему звание почетного доктора. Он был одним из основателей Австралийской академии гуманитарных наук (1969 год) и член Австралийской Академии общественных наук.
В течение нескольких лет он был приглашенным профессором в Университете Мельбурна, затем некоторое время жил в Италии и наконец, вернувшись в Сидней, жил там до конца своей жизни.
Итоги деятельности: 181 работа в 633 публикациях на 12 языках в 18 281 библиотечных фондах.
Был женат на Саре, отец трёх дочерей: Николь, Мирабель и Антея. Причём жена и старшая дочь умерли до его смерти.

## Наиболее известные книги Ч. П. Фицджеральда
- Fitzgerald, C. P. China: a short cultural history (неопр.). — 90 изд. — 1935.

- Fitzgerald, C. P. The tower of five glories; a study of the Min Chia of Ta Li, Yunnan (англ.). — 10 изд. — 1941.

- Fitzgerald, C. P. Revolution in China (неопр.). — 38 изд. — 1952.

- Fitzgerald, C. P. The Empress Wu (неопр.). — 26 изд. — 1955.

- Fitzgerald, C. P. Flood tide in China (неопр.). — 9 изд. — 1958.

- Fitzgerald, C. P. A concise history of East Asia (неопр.). — 30 изд. — 1961.

- Fitzgerald, C. P. The birth of Communist China (неопр.). — 36 изд. — 1962.

- Fitzgerald, C. P. The Chinese view of their place in the world (англ.). — 33 изд. — 1964.

- Fitzgerald, C. P. Barbarian beds : the origin of the chair in China (англ.). — 10 изд. — 1965.

- Fitzgerald, C. P. The Horizon history of China (неопр.). — 6 изд. — 1969.

- Fitzgerald, C. P. Communism takes China; how the revolution went Red (англ.). — 8 изд. — 1971.

- Fitzgerald, C. P. China: a world so changed (неопр.). — 10 изд. — 1972.

- Fitzgerald, C. P. The southern expansion of the Chinese people (англ.). — 11 изд. — 1972.

- Fitzgerald, C. P. China and Southeast Asia since 1945 (неопр.). — 11 изд. — 1973.

- Учебное пособие. Essays on the sources for Chinese history (англ.). — 9 изд. — 1973.

- Учебное пособие. China's three thousand years : the story of a great civilisation (англ.). — 2 изд. — 1974.

- Fitzgerald, C. P. Mao Tsetung and China (неопр.). — 8 изд. — 1976.

- Fitzgerald, C. P. Ancient China (неопр.). — 6 изд. — 1978.

- Fitzgerald, C. P.; Keith M Buchanan. China (неопр.). — 2 изд. — 1981.

- Fitzgerald, C. P. Why China? : recollections of China, 1923-1950 (англ.). — 2 изд. — 1985.

### Книги на русском языке
- Фицджеральд, С. П. Китай: Краткая история культуры. — Евразия (пер. Р. В. Котенко), 1998. — ISBN 5807100107.

- Фицджеральд. История Китая. — Центрполиграф (пер. Л.А.Калашниковой), 2008. — ISBN 9785952438.